# Gilles Veissière
Gilles Veissière (Nizza, 18 settembre 1959) è un ex arbitro di calcio francese.

## Carriera
Manager di professione e poliglotta (conosce molto bene anche la lingua italiana), è stato il più apprezzato arbitro francese tra il 1998 e il 2005, l'anno in cui ha posto fine alla carriera arbitrale, per raggiunti limiti d'età.
Diventò internazionale nel 1992 e nel 1997 fece il debutto in UEFA Champions League in occasione della gara Real Madrid-Rosenborg, arbitrando poi, nello stesso anno, ai mondiali under 20 in Malaysia. Dopo essere stato inserito nella categoria Elite dei direttori di gara europei nel 1998, virtualmente prese il testimone di punto di riferimento degli arbitri transalpini dal più anziano collega Marc Batta. Nel 2000, fu selezionato per dirigere agli europei di calcio, dove gli toccarono Romania-Portogallo e Spagna-Jugoslavia. Ha arbitrato a Dortmund della finale di Coppa UEFA 2000-2001 Liverpool-Deportivo Alavés. Nel 2002, ai mondiali di calcio, arbitrò Argentina-Nigeria e Giappone-Tunisia. Nel 2004, agli europei di calcio in Portogallo, fu designato per Rep. Ceca-Lettonia e Grecia-Russia. Concluse l'attività internazionale nel 2004 in occasione dell'incontro di UEFA Champions League Werder Brema-Inter, e dopo pochi mesi si dimise anche dalla Federazione francese.
Nel 1998 gli venne affidata la sfida di Coppa dei Campioni Galatasaray-Juventus, partita molto delicata a causa della tensione che coinvolgeva i rapporti diplomatici tra Turchia e Italia, in seguito al soggiorno in Italia del leader curdo Abdullah Öcalan.
Nel 2000, durante la partita degli europei di calcio Spagna-Jugoslavia, un invasore di campo tentò di assalirlo sul terreno di gioco, ma venne bloccato appena in tempo. Vanta anche la direzione in una semifinale di UEFA Champions League (nel 2003), in una semifinale di Coppa delle Coppe (nel 1999) ed in due semifinali di Coppa UEFA (nel 2002 e nel 2003).